# Пожече (Славенський повіт)
Пожече (пол. Porzecze) — село в Польщі, у гміні Дарлово Славенського повіту Західнопоморського воєводства.
Населення — 276 осіб (2011).
У 1975-1998 роках село належало до Кошалінського воєводства.

## Демографія
Демографічна структура станом на 31 березня 2011 року:
|          | Загалом | Допрацездатний вік | Працездатний вік | Постпрацездатний вік |
| -------- | ------- | ------------------ | ---------------- | -------------------- |
| Чоловіки | 142     | 24                 | 107              | 11                   |
| Жінки    | 134     | 22                 | 84               | 28                   |
| Разом    | 276     | 46                 | 191              | 39                   |